# Mount Pearl
Mount Pearl ist eine Stadt (City) in der zur kanadischen Provinz Neufundland und Labrador gehörenden Insel Neufundland.
Sie liegt im Osten der Halbinsel Avalon, 8 km südwestlich vom Stadtzentrum der Provinzhauptstadt St. John’s, zu deren Ballungsraum sie gehört. Das 15,76 km² große Stadtgebiet von Mount Pearl grenzt im Norden, Osten und Süden an St. John’s sowie im Westen an Paradise.
Die Einwohnerzahl betrug beim Zensus 2016 22.957. Fünf Jahre zuvor lag sie noch bei 24.284.